# Glorichlamys
Glorichlamys is een geslacht van tweekleppigen uit de  familie van de Pectinidae (mantelschelpen). 

## Soorten
- Glorichlamys elegans (Wang, 1983)
- Glorichlamys elegantissima (Deshayes, 1863)
- Glorichlamys quadrilirata (Lischke, 1870)